# 高輪皇族邸
高輪皇族邸（たかなわこうぞくてい）は、東京都港区高輪にある皇室関連施設。大正時代に東宮御所が置かれ、戦前は「高輪御殿」と通称された。1931年（昭和6年）から2004年（平成16年）までは高松宮宣仁親王と宣仁親王妃喜久子の住まいだった。2020年（令和2年）3月31日から2022年（令和4年）4月12日までは上皇・上皇后の仮住まいとして使用され、『仙洞仮御所（せんとうかりごしょ）』という名称だった。その後は再び高輪皇族邸の名称に戻り、皇族共用の殿邸として、御仮寓や行事の会場として使用される方針としている。

## 歴史
宣仁親王は8歳で「高松宮」の宮号を下賜されたあとも引き続き1904年（明治37年）築の青山東御殿（皇子御殿、明治時代は『皇孫御殿』と通称）に住まい、1923年（大正12年）に威仁親王妃慰子が薨去したあとは東京府東京市麹町区三年町（現・東京都千代田区永田町、内閣府庁舎付近）にあった有栖川宮邸を継承し、高松宮邸とした。

### 高松宮邸と光輪閣

1931年（昭和6年）竣工の高松宮邸本館（のちの光輪閣）。宮内庁管理部蔵『高松宮邸アルバム』より。

昭和に入り、麹町三年町の宮邸が外務大臣官邸に転用されることに伴い、高松宮邸は芝区高輪西台町（現・港区高輪一丁目）の高輪御殿（高輪御所）に移転した。高輪御殿は熊本藩細川家の下屋敷跡地の一部で、1891年（明治24年）、明治天皇第六皇女・常宮昌子内親王と第七皇女・周宮房子内親王の住まいに定められ、1913年（大正2年）から1924年（大正13年）までは皇太子裕仁親王の東宮御所だった。
1930年（昭和5年）、宣仁親王と故・徳川慶久公爵次女の喜久子が結婚。翌1931年（昭和6年）、高輪御殿には宮内省内匠寮の設計による洋風の本館と和館が竣工する。本館の外観はチューダー様式、内装は折衷様式とし、地下1階は自動車庫、汽罐室などが、1階は公室エリアとして謁見室、大客室、大食堂、小客室、応接間、テラス、御休所、ティールーム、植物室、パーゴラなどが、2階は私室エリアとして表広間、御寝室、御談話室、御朝餐室、御呉服室、殿下御書斎、殿下御居間、殿下浴室、妃殿下御居間、妃殿下更衣室、妃殿下浴室、予備官室、高等官室、御予備室（客室）などが設けられた。また庭園には神殿（有栖川御霊殿。戦後、近江神宮に移築）を鎮座した。
幸い、太平洋戦争の空襲被害には遭わなかったが、広大な敷地は戦後、財産税物納のため半分に縮小され、払い下げられた場所には港区立高松中学校や都営高輪一丁目アパート、港区役所高輪支所（現・高輪コミュニティーぷらざ）などが建てられ、戦災・引揚市民向けの松ヶ丘住宅地が造成された。
1946年（昭和21年）に本館を出た宣仁親王と喜久子妃は木造平屋建ての別当官舎（東雲荘）で以後30年近く起居し、本館は1946年（昭和21年）、貿易庁の迎賓館「光輪閣」となる。かつて宣仁親王の国際関係特別秘書官だった川添浩史を支配人に据え、連合国軍最高司令官総司令部の高官を接待したり、駐日外交官や武官がパーティーなどを催す社交場とされた。
1949年（昭和24年）11月から1971年（昭和46年）4月まで「光輪倶楽部」として運営され、各国国賓が答礼晩餐（リターンバンケット）を催す会場として利用された。1950年（昭和25年）5月には昭和天皇第三皇女・孝宮和子内親王と鷹司平通の、1952年（昭和27年）10月には第四皇女・順宮厚子内親王と池田隆政の、1960年（昭和35年）3月には第五皇女・清宮貴子内親王と島津久永の神前結婚式会場としても使われた。
夏季は、邸内のプールを近隣の学生に開放し、1950年（昭和25年）夏、1932年ロサンゼルスオリンピックの1500m自由形金メダリスト、北村久寿雄による模範水泳を、宮邸に隣接する高松中学校の全校生徒を招いて披露した。
光輪閣は老朽化で1972年（昭和47年）に解体され、翌年、跡地に地上1階（一部2階）・地下1階建て鉄筋コンクリート造の宮邸新本館を建設。
戦前から茶室に用いられた和館は仁和寺本坊黒書院の西側に移築され、貴賓室「高松宮記念書院」として来賓の応接や囲碁の最高位を争う「棋聖戦」などで使用されている。
1975年（昭和50年）9月、過激派による昭和天皇・香淳皇后の訪米反対闘争が激化し、東宮御所や伊勢神宮、葉山御用邸とともに高松宮邸にも火炎瓶が投げ込まれる。
1987年（昭和62年）2月に宣仁親王が82歳で薨去。1991年（平成3年）10月、宮務官が邸内の蔵から殿下御日記（1921年～1946年分20冊）を発見。喜久子妃の意向を受け、細川護貞、阿川弘之、大井篤、豊田隈雄が日記編纂委員会を宮邸内に設け、1996年（平成8年）から中央公論社より『高松宮日記』全8巻として刊行。2004年（平成16年）12月に喜久子妃が92歳で薨去し、高松宮家は絶家となる。宮家職員は2006年（平成18年）末までに離職した。

### 喜久子妃の薨去後
2005年（平成17年）以降、旧高松宮邸敷地および邸宅は「高輪皇族邸」として無人のまま宮内庁の管理下におかれている。職員住宅が建てられていた敷地南東部の約1,800平方メートルは喜久子妃薨去後に払い下げられ、住友不動産が2007年（平成19年）、高級分譲・賃貸マンション「クラッシィハウス高輪」を竣工。一室に高松宮妃癌研究基金の本部事務所が入居し、事務所内には旧宮邸の居室が再現され、宣仁親王や喜久子妃が愛用した調度品が展示されている（非公開）。

### その他の高松宮家所有別邸
また、高松宮家は有栖川宮家から「翁島別邸」（福島県耶麻郡翁島村他）、「葉山別邸」（神奈川県三浦郡葉山村）、「麻布御用地」（東京府東京市麻布区麻布盛岡町）を引き継いだが、「麻布御用地」は1934年（昭和9年）東京市に下賜され、有栖川宮記念公園として整備された。「翁島別邸」も1952年（昭和27年）福島県に払い下げられ、現在は天鏡閣および福島県迎賓館として公開されている。
1933年（昭和8年）に、明治天皇第八皇女・富美宮允子内親王の避暑に供された「宮ノ下御用邸」（神奈川県足柄下郡箱根町宮ノ下）を取得して「宮ノ下別邸」としたが、1946年（昭和21年）に富士屋ホテルへ譲渡し、同ホテルの別館「菊華荘」として現存する。西園寺公望の別邸「坐漁荘」（静岡県庵原郡興津町）も一時期高松宮家が所有し、戦後の一時期、喜久子妃の兄・徳川慶光一家が居住していた。「葉山別邸」のみ昭和末期まで継続して宮家が所有したが、宣仁親王の薨去に伴う相続税支払いのため、喜久子妃によって住友信託銀行へ売却された。跡地には2003年（平成15年）、神奈川県立近代美術館・葉山館が建設された。

### 仙洞仮御所
2019年（平成31年）4月30日に第125代天皇明仁が退位し、上皇となった事に伴い、赤坂御用地の赤坂御所が「仙洞御所（太上天皇の住まい）」として使用されることとなった。仙洞御所の改修工事が完了するまでの間、高輪皇族邸が御仮寓（仮住まい先）である「仙洞仮御所」に選定される。
2018年（平成30年）6月から、約5億5000万円をかけて上皇職仮設事務棟や駐車場の建設、舗装、内装・通信・空調工事などが行われ、2020年（令和2年）3月31日に上皇上皇后が遷御した。当初は約1年半の仮住まい予定だったが、新型コロナウイルスの流行により赤坂御所の改修工事が2022年（令和4年）まで続いたため、同年4月12日まで仙洞仮御所として使用された。同月26日に、上皇・上皇后は赤坂の仙洞御所へ遷御した。

### 高輪皇族邸として
上皇上皇后が赤坂の仙洞御所に遷御した後の高輪皇族邸は、これまでの赤坂東邸に代わる皇族共用の殿邸として、御仮寓や親睦会、葬儀などの会場として使用される方針としている。
2024年8月、寛仁親王妃信子の御仮寓所である宮内庁分庁舎（旧宮内庁長官公邸）の改修工事に伴い、高輪皇族邸が改修工事中の信子妃の仮住まいとして使用される予定であることが明らかになった
。